# Thilo Hermann
Thilo Hermann (ur. 19 września 1964 w Mühlhausen) – niemiecki gitarzysta heavymetalowy.

## Kariera
Jednym z pierwszych zespołów, w których występował był hardrockowo/heavymetalowy zespół Faithful Breath do które dołączył w 1985 roku. Kilka lat później zespół zmienił nazwę na Risk. Hermann nie występował na pierwszej płycie zespołu, ale wrócił do grupy w 1989 i nagrał dwa minialbumy i dwie płyty studyjne zanim ponownie odszedł z zespołu. Przez krótki okres był również gitarzystą thrashmetalowej grupy Holy Moses, ale nie nagrał z nią żadnej płyty jako członek zespołu, aczkolwiek pojawił się gościnnie na albumie The New Machine of Liechtenstein.
W 1994 roku dołączył do grupy Running Wild, z którą nagrał cztery płyty studyjne. Opuścił ją w 2001 roku.
W 2007 roku dołączył do zespołu Grave Digger jako drugi gitarzysta. Wraz z zespołem nagrał płytę Ballads of a Hangman zanim odszedł w lutym 2009 roku. 
W 2022 roku dołączył do pochodzącej z Argentyny grupy Feanor.

## Dyskografia
Faithful Breath
- Skol (1985)

Risk
- Hell's Animals (1989)
- Ratman (EP, 1989)
- Dirty Surfaces (1990)

Running Wild
- Black Hand Inn (1994)
- Masquerade (1995)
- The Rivalry (1998)
- Victory (2000)

Grave Digger
- Pray (EP, 2008)
- Ballads of a Hangman (2009)